# Paul Richter (Pfarrer)
Paul Richter (* 21. Juli 1894 in Kaitz (heute ein Stadtteil von Dresden); † 13. August 1942 in Dachau) war ein deutscher evangelischer Pfarrer und leistete aktiven Widerstand gegen den Nationalsozialismus. Er kam im Konzentrationslager Dachau ums Leben und gilt als christlicher Märtyrer.

## Familie
Paul Richter war das älteste von drei Kindern eines selbständigen Stellmachermeisters und seiner Frau. Sein Elternhaus war sehr christlich geprägt und hatte eine enge Bindung an die evangelische Kirche.
Im Oktober 1921 heiratete Paul Richter die Kantorentochter Johanna Hentsch. Nach der Eheschließung lebte er mit seiner Frau zunächst in Bärenstein im Osterzgebirge. Bei der Gemeindearbeit und seiner seelsorgerischen Tätigkeit in Bärenstein sowie später in Wilsdruff und Sachsdorf hatte Paul Richter in seiner Frau eine zuverlässige Unterstützerin. Aber auch in seiner überzeugten Haltung gegen nationalsozialistische Ideologie sowie in der Zeit der Verfolgung war sie ihm eine einsatzbereite Gefährtin. Ihre letzte Begegnung hatten die Eheleute nach Paul Richters Inhaftierung im Frühjahr 1942 bei einem heimlichen Treffen im Krankenhaus in Plauen, als sich der Pfarrer bereits auf dem Transport ins KZ Dachau befand.
Zu seinen Söhnen gehört der spätere Musikwissenschaftler Lukas Richter.

## Schule, Studium
Paul Richter besuchte die Dorfschule seines Heimatortes, wechselte dann in die Bürgerschule und legte am Wettiner Gymnasium in Dresden sein Abitur ab. 1914 nahm er das Studium der evangelischen Theologie auf mit dem Ziel, evangelischer Pfarrer zu werden. Er begann an der Universität Kiel, setzte das Studium fort an der Universität Münster, anschließend an den Universitäten in Erlangen und Leipzig. 1917 musste er infolge des Ersten Weltkriegs sein Studium unterbrechen und bis 1919 als Sanitätssoldat dienen. Im Winter 1919/20 legte er – ohne zuvor sein Universitätsstudium in Leipzig wieder aufgenommen zu haben – die erste Theologieprüfung ab.

## Stationen seines Kirchendienstes
Von Juni 1920 bis September 1921 war Paul Richter als Diakonatsvikar in Bad Elster tätig. Im Dezember 1920 wurde er als Pfarrer an der Trinitatiskirche in Bad Elster ordiniert. Von Oktober 1921 bis 1928 hatte er die erste Pfarrstelle in Bärenstein inne. Zu Ostern 1928 begann Richter seinen Dienst als Pfarrer an der St. Nicolaikirche in Wilsdruff.

## Prediger, Seelsorger und Bekenner
Im Mittelpunkt der Verkündigung, des seelsorgerischen – insbesondere des persönlichen – Handelns von Paul Richter stand die deutliche Orientierung an und das klare Bekenntnis zu Christus. Dass das Wort und das Kreuz Christi im Mittelpunkt seines persönlichen Lebens und seines Dienstes für die Gemeinde stand, zeigte er in christlichem Engagement im Alltag, in seinem ständigen Streben nach Gerechtigkeit und durch sein tiefes Verständnis für Bedrängte und seine Hinwendung zu Menschen in Armut und Not. So leistete er durch menschliche Zuwendung, durch Wort, Trost und Gebet aber auch durch direkte praktische Hilfe und materielle Unterstützung bedürftigen Menschen unmittelbaren Beistand. Seine Überzeugung und Haltung wird versinnbildlicht durch ein von ihm selbst gefertigtes Eichenkreuz über dem Eingang der Friedhofskapelle in Wilsdruff.

## Verfolgung und Haft
Die nationalsozialistische Ideologie widersprach dem streng christlichen Denken und Handeln von Paul Richter. Nach der Machtergreifung der NSDAP passte er sich nicht den neuen weltlichen Herren an. Insofern widersetzte er sich auch der Vereinnahmung und Unterwerfung der Kirche durch den Nationalsozialismus (siehe: Deutsche Christen, Reichskirche). Von Anfang an gehörte er dem Pfarrernotbund und der Bekennenden Kirche an. Er stellte sich gegen den Rassenwahn und das Führerprinzip, die nicht nur in Staat und Gesellschaft, sondern auch in der evangelischen Kirche Fuß gefasst hatten (siehe: Deutsche Evangelische Kirche, Reichsbischof). Mit Hinweis auf die Bibel wandte er sich offen gegen nationalsozialistische Anweisungen von staatlichen Stellen sowie „staatskirchliche“ Verlautbarungen der Kirchenleitung. Pfarrer Paul Richter geriet sehr schnell in das Blickfeld der örtlichen NSDAP und Gestapo sowie der regimenahen Kräfte in der Kirchenleitung, die durch ihn ihre Macht und ihre Glaubwürdigkeit in der Bevölkerung gefährdet sahen. Zunächst erhielt er Predigtverbot. Im März 1934 wurde er für sechs Monate von der Ausübung seines Pfarramtes suspendiert und sein Gehalt wurde auf die Hälfte reduziert. Mit der Auferlegung einer Geldstrafe von 200 Reichsmark versuchte man ihn im März 1939 einzuschüchtern. Im Oktober 1941 wurde er von der Gestapo in Dresden erst verhört und schließlich am 10. November 1941 verhaftet. Er war bei der Gestapo nach einem Trauergespräch mit der Witwe eines Soldaten, der sich an der Front selbst getötet hatte, wegen „Wehrkraftzersetzung“ denunziert worden.
Zu Anfang war Pfarrer Richter im Polizeigefängnis in Leipzig inhaftiert. Im März 1942 wurde seine Überstellung in das KZ Dachau verfügt. Da er auf dem Gefangenentransport von Dresden nach Dachau infolge der harten Haft- und Transportbedingungen eine schwere Nierenkolik erlitten hatte, kam er vorübergehend in ein Krankenhaus in Plauen/Vogtland.
Im KZ Dachau war Paul Richter als politischer Gefangener im Pfarrerblock auf einer Stube zusammen mit etwa zwanzig evangelischen und etwa hundert katholischen Geistlichen (u. a. mit Hermann Scheipers und Alois Andritzki) untergebracht. Er wurde im Arbeitskommando „Plantage“ eingesetzt. Dieser harten körperlichen Arbeit bei ungünstiger Witterung, unzulänglicher Kleidung und völlig unzureichender Ernährung war er nicht gewachsen. Schließlich kam er völlig erschöpft ins Krankenrevier, wo er am 13. August 1942 im Alter von 48 Jahren starb. Die Lagerverwaltung notierte als Todesursache Herz- und Kreislaufversagen bei Darmkatarrh.

## Gedenken und Ehrungen

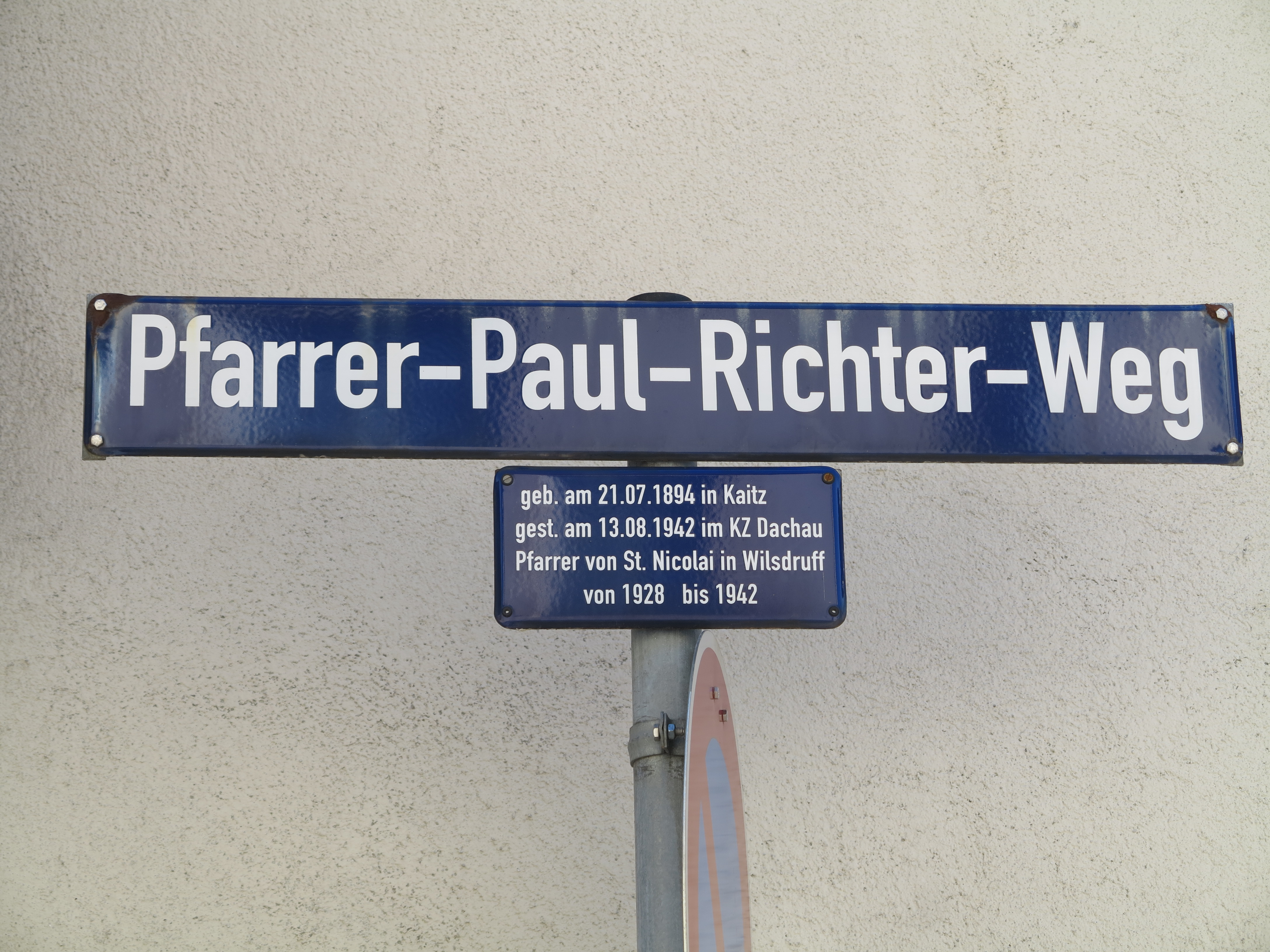
Pfarrer-Paul-Richter-Weg in Wilsdruff

- Der Familie wurde von der KZ-Verwaltung Dachau nach dem Tod von Paul Richter ein Blechgefäß zugestellt, in dem sich die Asche seiner sterblichen Überreste befinden soll. Die Beisetzung fand im Familiengrab auf dem Friedhof der Kirche Leubnitz-Neuostra statt.
- Der von der evangelischen Kirchengemeinde Wilsdruff für den 23. August 1942 geplante Gedenkgottesdienst für ihren verstorbenen Pfarrer wurde von den Nationalsozialisten verboten.
- Der katholische Priester Hermann Scheipers (1913–2016), der im KZ Dachau mit Paul Richter und weiteren evangelischen und katholischen Geistlichen auf einer Stube untergebracht gewesen war und nach seiner Befreiung aus der KZ-Haft von 1952 bis 1960 in Wilsdruff als Kaplan bzw. Pfarrer der dortigen katholischen Pfarrgemeinde tätig war, trug als einer der letzten lebenden KZ-Geistlichen in seinem Buch Gratwanderungen und in seinen Vorträgen über seine Erfahrungen als Priester unter zwei kirchenfeindlichen Staatsideologien durch Informationen auch über seinen evangelischen Mitbruder und Mithäftling Paul Richter zu dessen ehrendem Gedächtnis bei.
- Paul Richter ist im Evangelischen Namenkalender der Evangelischen Kirche in Deutschland[2] als evangelischer Märtyrer verzeichnet. Der kirchliche Gedenktag ist sein Todestag: 13. August.
- Der Stamm (Ortsgruppe) der Christlichen Pfadfinder Deutschlands (CPD) in Meißen ist nach Paul Richter benannt, Stamm „Paul Richter“ Meißen.
- In Wilsdruff ist der Pfarrer-Paul-Richter-Weg nach ihm benannt.